# Konrad de la Fuente
Konrad de la Fuente (Miami, Florida, 16 de julio de 2001) es un futbolista estadounidense que juega como delantero en el F. C. Lausanne-Sport de la Superliga de Suiza.

## Trayectoria
De padres haitianos, se mudó a España a la edad de diez años cuando su padre tomó un trabajo en la embajada de Haití en Barcelona, España. Fue descubierto y se le ofreció la oportunidad de jugar para el F. C. Barcelona mientras jugaba para el equipo local C. F. Damm. Desde entonces se desarrolló en sistema juvenil de Barcelona desde que se unió en 2014.
El 1 de diciembre de 2018 jugó 12 minutos con el F. C. Barcelona "B" en un partido contra Valencia C. F. Mestalla. Cometió un penal en los últimos minutos del juego, lo que provocó que su equipo cayera 2–1 abajo, pero su compañero de equipo Ronald Araújo igualó después, terminando el partido 2–2.
Fue titular por primera vez el 15 de diciembre de 2019, en una victoria por 3-1 contra el C. F. La Nucía. Fue reemplazado por Dani Morer en el minuto 70.
El 28 de junio de 2020 el F. C. Barcelona anunció su renovación hasta 2022, con opción de extenderlo dos años más, y que pasaría ser jugador del filial con una cláusula de rescisión de 50 millones de euros que se duplicarían si llegara al primer equipo. El 12 de septiembre, en el partido amistoso ante el Nàstic de Tarragona, se convirtió en el primer estadounidense en jugar con el primer equipo. Ese mismo año también realizó su debut en partido oficial; fue el 24 de noviembre en un encuentro de la Liga de Campeones de la UEFA ante el F. C. Dinamo de Kiev.
El 29 de junio de 2021 el Olympique de Marsella hizo oficial su incorporación hasta 2025. Tras un año en el equipo, el 13 de agosto de 2022 fue cedido al Olympiacos F. C. La siguiente temporada volvió a ser prestado, esta vez a la S. D. Eibar con una opción de compra. Esta no se hizo efectiva y en julio de 2024 abandonó definitivamente el equipo francés para fichar por el F. C. Lausanne-Sport con un contrato de tres años.

## Selección nacional
Fue internacional con la selección de Estados Unidos en las categorías sub-16, sub-18 y sub-20.
Con la selección sub-20 participó en la Copa del Mundo 2019 disputada en Polonia, donde llegaron hasta los cuartos de final cuando fueron eliminados ante Ecuador.
En noviembre de 2020 fue convocado por primera vez con la absoluta para los amistosos ante Gales y Panamá. Debutó el día 12 en el empate a cero ante el conjunto europeo.
| Mundial                               | Sede    | Resultado        | Partidos | Goles |
| ------------------------------------- | ------- | ---------------- | -------- | ----- |
| Copa Mundial de Fútbol Sub-20 de 2019 | Polonia | Cuartos de final | 5        | 0     |

## Estadísticas

### Clubes
| Club                          | Div.          | Temporada     | Liga  | Liga  | Copas nacionales | Copas nacionales | Copas internacionales | Copas internacionales | Total | Total |
| Club                          | Div.          | Temporada     | Part. | Goles | Part.            | Goles            | Part.                 | Goles                 | Part. | Goles |
| ----------------------------- | ------------- | ------------- | ----- | ----- | ---------------- | ---------------- | --------------------- | --------------------- | ----- | ----- |
| F. C. Barcelona "B" · España  | 2.ª B         | 2018-19       | 1     | 0     | —                | —                | —                     | —                     | 1     | 0     |
| F. C. Barcelona "B" · España  | 2.ª B         | 2019-20       | 6     | 3     | —                | —                | —                     | —                     | 6     | 3     |
| F. C. Barcelona "B" · España  | 2.ª B         | 2020-21       | 22    | 6     | —                | —                | —                     | —                     | 22    | 6     |
| F. C. Barcelona "B" · España  | Total club    | Total club    | 29    | 9     | 0                | 0                | 0                     | 0                     | 29    | 9     |
| F. C. Barcelona · España      | 1.ª           | 2020-21       | 0     | 0     | 1                | 0                | 2                     | 0                     | 3     | 0     |
| F. C. Barcelona · España      | Total club    | Total club    | 0     | 0     | 1                | 0                | 2                     | 0                     | 3     | 0     |
| Olympique de Marsella Francia | 1.ª           | 2021-22       | 16    | 0     | 1                | 0                | 6                     | 1                     | 23    | 1     |
| Olympique de Marsella Francia | Total club    | Total club    | 16    | 0     | 1                | 0                | 6                     | 1                     | 23    | 1     |
| Olympiacos F. C. · Grecia     | 1.ª           | 2022-23       | 3     | 0     | 0                | 0                | 2                     | 0                     | 5     | 0     |
| Olympiacos F. C. · Grecia     | Total club    | Total club    | 3     | 0     | 0                | 0                | 2                     | 0                     | 5     | 0     |
| S. D. Eibar · España          | 2.ª           | 2023-24       | 21    | 3     | 3                | 1                | ―                     | ―                     | 24    | 4     |
| S. D. Eibar · España          | Total club    | Total club    | 21    | 3     | 3                | 1                | 0                     | 0                     | 24    | 4     |
| F. C. Lausanne-Sport Suiza    | 1.ª           | 2024-25       | 24    | 0     | 4                | 1                | ―                     | ―                     | 28    | 1     |
| F. C. Lausanne-Sport Suiza    | Total club    | Total club    | 24    | 0     | 4                | 1                | 0                     | 0                     | 28    | 1     |
| Total carrera                 | Total carrera | Total carrera | 93    | 12    | 9                | 2                | 10                    | 1                     | 112   | 15    |
| 1. 2.                         |               |               |       |       |                  |                  |                       |                       |       |       |

## Palmarés

### Títulos nacionales
| Título       | Club            | País   | Año     |
| ------------ | --------------- | ------ | ------- |
| Copa del Rey | F. C. Barcelona | España | 2020-21 |